# Cantonul Terres des Luys et Coteaux du Vic-Bilh
Cantonul Terres des Luys et Coteaux du Vic-Bilh este un canton francez din departamentul Pyrénées-Atlantiques.

## Istorie
Un nou decupaj teritorial al departamentului Pyrénées-Atlantiques a intrat în vigoare în 2015. Acesta a fost definit prin decretul din 25 februarie 2014, în aplicarea legilor din 17 mai 2013 (legea organică 2013-402 și legea 2013-403).
Cantonul Terres des Luys și Coteaux du Vic-Bilh este format din comunele fostelor cantoane Lembeye (30 de comune), Thèze (19 comune), Garlin (19 comune), Lescar (2 comune) și Morlaàs (2 comune). Acesta este complet inclus în arondismentul Pau, iar centrul cantonal se află la Serres-Castet.

## Compoziție
- Serres-Castet (reședință)
- Anoye
- Argelos
- Arricau-Bordes
- Arrosès
- Astis
- Aubin
- Aubous
- Auga
- Auriac
- Aurions-Idernes
- Aydie
- Baliracq-Maumusson
- Bassillon-Vauzé
- Bétracq
- Boueilh-Boueilho-Lasque
- Bournos
- Burosse-Mendousse
- Cadillon
- Carrère
- Castetpugon
- Castillon
- Caubios-Loos
- Claracq
- Conchez-de-Béarn
- Corbère-Abères
- Coslédaà-Lube-Boast
- Crouseilles
- Diusse
- Doumy
- Escurès
- Garlède-Mondebat
- Garlin
- Gayon
- Gerderest
- Lalongue
- Lalonquette
- Lannecaube
- Lasclaveries
- Lasserre
- Lembeye
- Lème
- Lespielle
- Luc-Armau
- Lucarré
- Lussagnet-Lusson
- Maspie-Lalonquère-Juillacq
- Miossens-Lanusse
- Monassut-Audiracq
- Moncaup
- Moncla
- Monpezat
- Mont-Disse
- Montardon
- Mouhous
- Navailles-Angos
- Peyrelongue-Abos
- Portet
- Pouliacq
- Ribarrouy
- Saint-Jean-Poudge
- Samsons-Lion
- Sauvagnon
- Séméacq-Blachon
- Sévignacq
- Simacourbe
- Tadousse-Ussau
- Taron-Sadirac-Viellenave
- Thèze
- Vialer
- Viven

## Date demografice
În 2021, cantonul avea 26.659 locuitori, înregistrând o creștere cu +3,35% față de 2015 (Pyrénées-Atlantiques: +3,43%, Franța fără Mayotte: +5,44%).